# Flebite
Flebite é a inflamação de uma veia. Resulta normalmente em dor, inchaço e vermelhidão na área em questão. Também pode ocorrer dureza da veia. As complicações podem incluir trombose venosa profunda ou embolia pulmonar.
Pode ocorrer em cerca de 30% das pessoas com cateteres intravenosos; embora apenas 4% dos casos sejam graves. Os fatores de risco incluem uma maior duração do uso do cateter e administração de antibióticos através do cateter. Os mecanismos subjacentes podem incluir lesão na veia, irritação química e infeção bacteriana. Outra causa é a coagulação sanguínea, uma condição que é conhecida como tromboflebite superficial. Os fatores de risco incluem veias varicosas, cancro, gravidez e mobilidade reduzida. Normalmente as pernas é que estão envolvidas.
Embora as evidências para apoiar o tratamento sejam baixas, os esforços podem incluir a aplicação de calor e analgésicos. Quando necessário, o tratamento do coágulo sanguíneo pode incluir elevação do chumbo, AINEs e, ocasionalmente, anticoagulantes. Os idosos são normalmente os mais afetados. Nos casos devido a cateteres intravenosos, as mulheres são normalmente mais afetadas que os homens.